# Athos-Aspis
Athos-Aspis ist eine französische Gemeinde mit 211 Einwohnern (Stand 1. Januar 2022) im Département Pyrénées-Atlantiques in der Region Nouvelle-Aquitaine (vor 2016: Aquitanien). Die Gemeinde gehört zum Arrondissement Oloron-Sainte-Marie und zum Kanton Orthez et Terres des Gaves et du Sel (bis 2015: Kanton Thèze).
Die Einwohner werden Athosais und Athosaises genannt. Der Name in der gascognischen Sprache lautet Atòs-Aspins.

## Geographie
Athos-Aspis liegt im nördlichen Teil des Départements ca. 45 km nordwestlich von Oloron-Sainte-Marie im Béarn.
Umgeben wird der Ort von den Nachbargemeinden:
|                                 | Oraàs                                       |                     |
| Abitain                         | Kompassrose, die auf Nachbargemeinden zeigt |                     |
| Autevielle-Saint-Martin-Bideren | Guinarthe-Parenties                         | Sauveterre-de-Béarn |

Athos-Aspis liegt im Einzugsgebiet des Flusses Adour und liegt am rechten Ufer des Gave d’Oloron. Der Heuré und der Arrioutèque und dessen Zufluss, der Rance, bewässern das Ortsgebiet. An der südlichen Grenze der Gemeinde mündet der Saison in den Gave d’Oloron.

## Geschichte
Paul Raymond, Archivar und Historiker des 19. Jahrhunderts, notierte die erstmalige Erwähnung von Athos als Atos im 11. Jahrhundert in Pierre de Marcas Buch Histoire de Béarn. Bei einem Zensus im Jahr 1385 wurden in Athos 19 Haushalte gezählt und vermerkt, dass das Dorf in der Bailliage von Sauveterre liegt.
Aspis erschien 1119 bis 1136 in der Form Espis im Kopialbuch der Abtei Saint-Jean de Sorde und wurde bei der Volkszählung 1385 unter dem gleichen Namen erwähnt. Weitere Formen des Ortsnamens sind: Espiis (1544), Aespiis (1546) und Spiis (1548).
Am Ende des Mittelalters hatte das Dorf Athos eine größere Bedeutung als Aspis. Es hatte mehr Einwohner und mehrere lokale Lehnsherrn: La Salle, Moliède und Cabé. Aspis verblieb zunächst wie vorher Athos unter der Verwaltung von Sauveterre. Als viele Lehnsherren des Béarn dem Vizegraf Gaston III. Fébus ihren Ehrenerweis zeugten, war auch Gilhem von Aspis darunter. Am Ende des 15. Jahrhunderts erhob die Königin Katharina von Navarra das Haus Aspis in den Adelsstand. Es wurde zum örtlichen Lehnsgut mit Rechten der niedrigen und mittleren Rechtsprechung, der Ernennung von lokalen Magistraten und dem Zugang zu den Kammern von Béarn.
Athos, mit vollem Titel Armand de Sillègue d’Athos d’Autevielle, Sohn vom Lehnsherrn Adrien de Sillègue, wurde um 1615 geboren und starb am 21. Dezember 1643 als Musketier in Paris.
Am 10. Januar 1842 haben sich die beiden Dörfer zur Gemeinde Athos-Aspis zusammengeschlossen.

### Einwohnerentwicklung
Nach dem Höhepunkt von 438 Einwohnern in der Mitte des 19. Jahrhunderts ist die Zahl bis zu den 1950er Jahren stetig gesunken und hat sich mehr als halbiert. Dieser Trend ist in den folgenden Jahren gestoppt und die Einwohnerzahl bleibt bis heute ungefähr auf diesem Niveau.
| Jahr      | 1962 | 1968 | 1975 | 1982 | 1990 | 1999 | 2006 | 2009 | 2014 |
| --------- | ---- | ---- | ---- | ---- | ---- | ---- | ---- | ---- | ---- |
| Einwohner | 209  | 213  | 203  | 201  | 197  | 203  | 189  | 185  | 197  |

Ab 1962 offizielle Zahlen ohne Einwohner mit Zweitwohnsitz

## Sehenswürdigkeiten

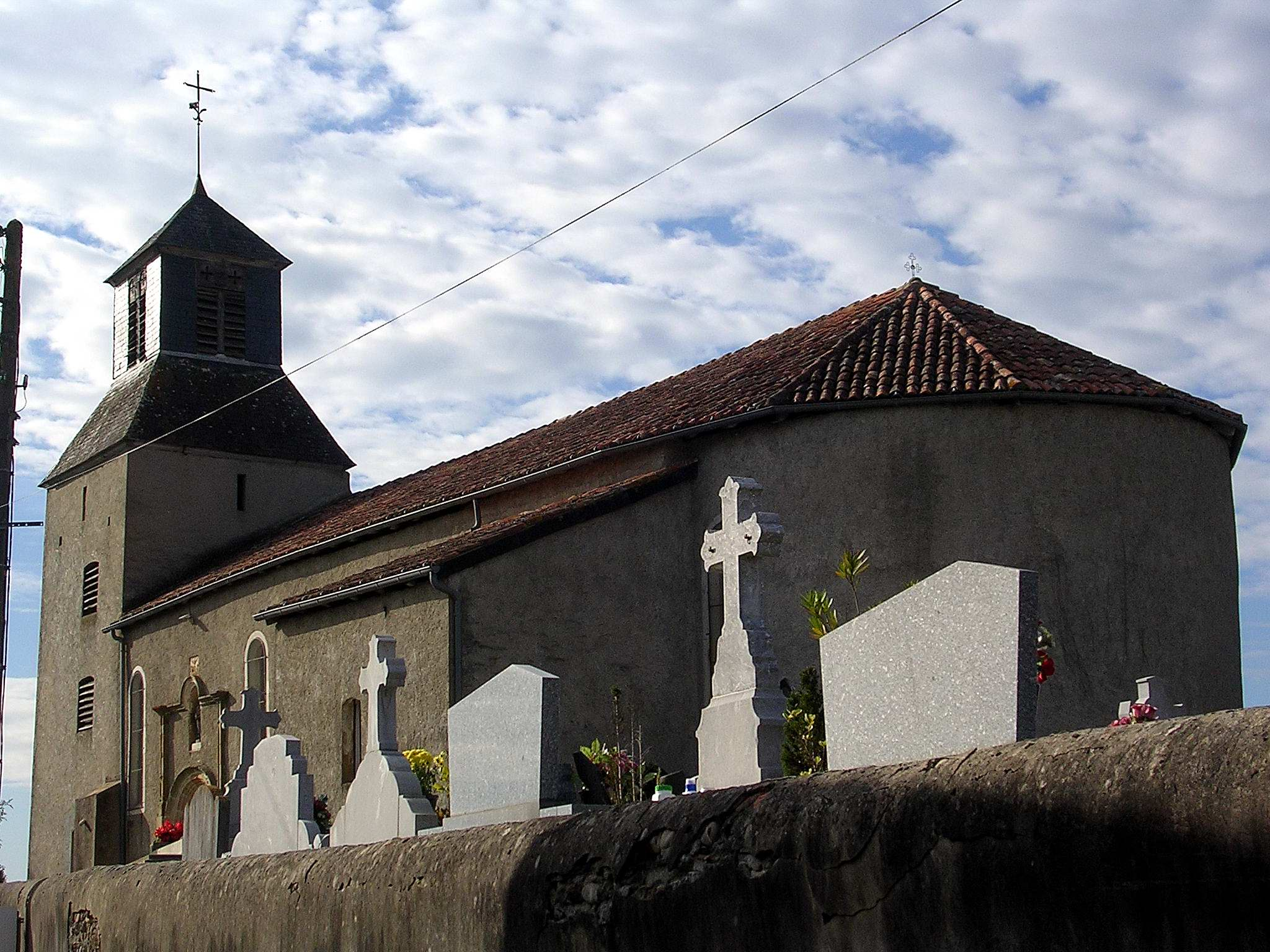
Kirche Saint-Pierre

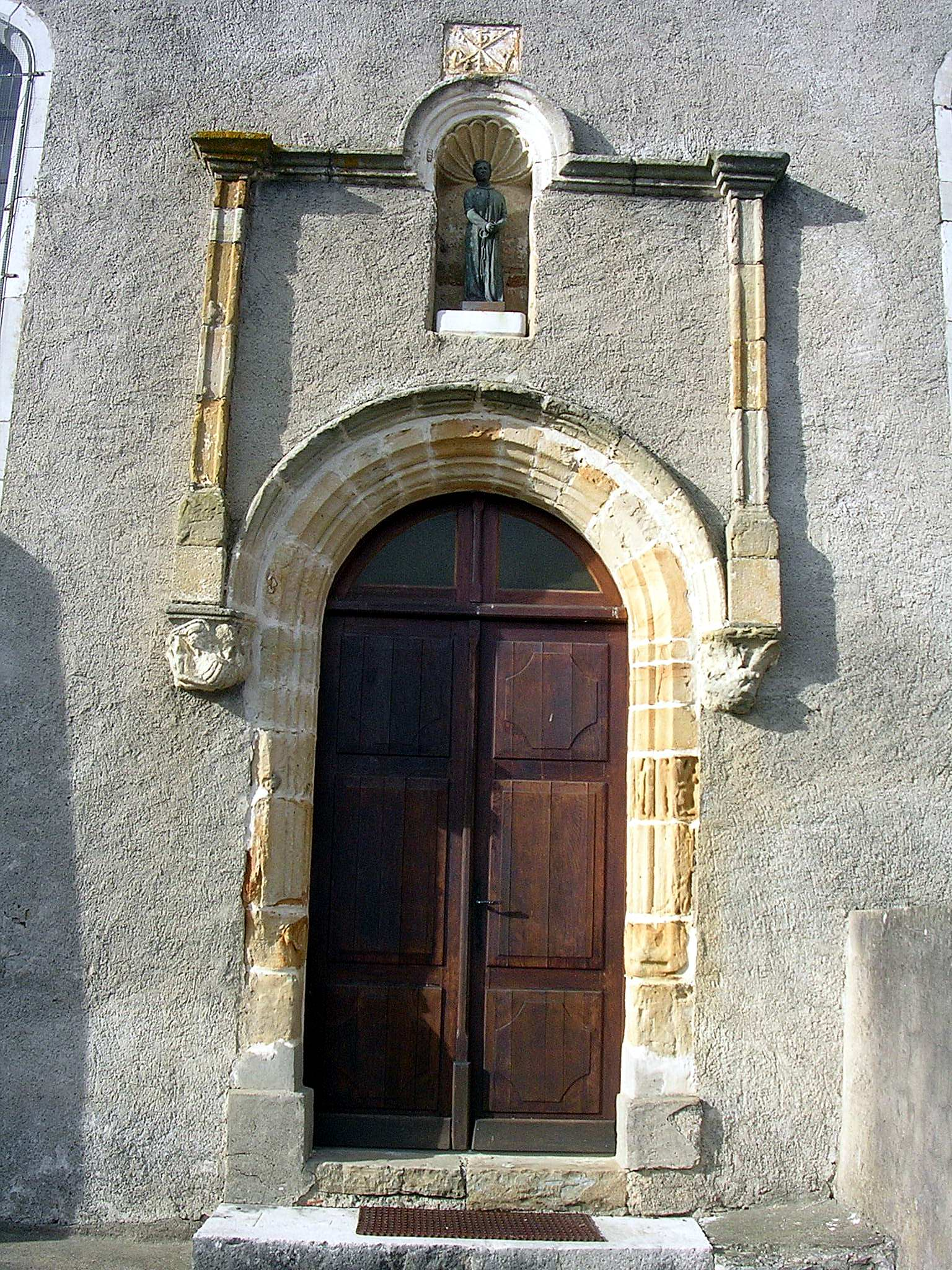
Renaissancetür an der Kirche Saint-Pierre

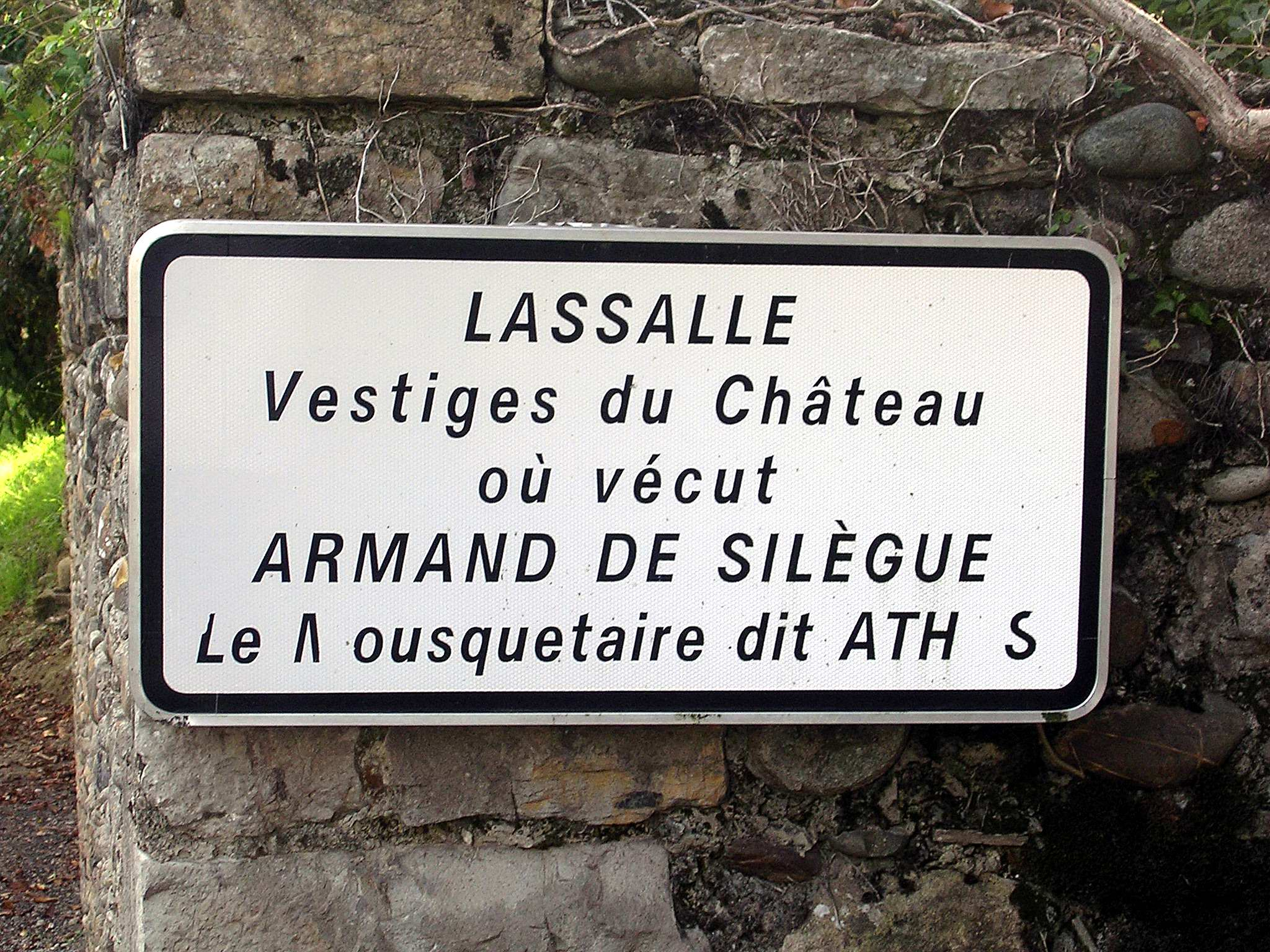
Tafel an den Resten des Schlosses von Armand de Sillègue

- Kirche, gewidmet dem Apostel Simon Petrus. Sie war in ihren Ursprüngen als Kapelle des Schlosses von Athos im 13. Jahrhundert im romanischen Stil erbaut. Das Gebäude hat einen schlichten, rechteckigen Grundriss mit einem Tonnengewölbe und einer halbrunden Apsis. Im 16. Jahrhundert ist die Kirche wiederaufgebaut worden. Von der ursprünglichen Bausubstanz sind einige Sandsteinblöcke im Fundament der Apsis und eine niedrige Rundbogentür an der Nordseite übrig geblieben. Bei diesem Bauprojekt sind Elemente des Renaissance-Stils eingearbeitet worden, was an der Tür an der Südseite deutlich abzulesen ist. Die Blende des Rundbogens und die Einrahmung aus Sandstein oberhalb der Tür sind gotische Verzierungen und gelten als Spolie, d. h. Wiederverwendung von älteren Bauteilen. Eine Pilgermuschel als Hintergrund einer Statue durchbricht die obere Einrahmung. Über dieser Verzierung ist ein Christusmonogramm in die Mauer eingefasst, ebenfalls eine Spolie.[8] Der Chor im Innenraum ist mit Täfelung verkleidet. Die Glasfenster zeigen leuchtende Farben, vorwiegend Rottöne, und wurden im 20. Jahrhundert hinzugefügt.[9]
- Schloss von Aspis. Außerhalb vom Ortskern, im Ortsteil Castet, befindet sich das Landgut am Rande der Anhöhe über dem Schwemmland am rechten Ufer des Gave d’Oloron. Am Ende des 15. Jahrhunderts bestand die mit Gräben umgebene Anlage aus dem eingeschossigen Wohntrakt, Scheunen, einer Weinpresse, Stall und einem Garten mit zwei Taubenschlägen, äußerliche Zeichen der Privilegien eines Lehnsherren. Nach der Französischen Revolution gelangte es in die Hände der Familie Davant, die es heute noch besitzt. 1943 wurde das Gebäude bei einem Brand verwüstet und dann im gleichen Jahr vollständig umgebaut. Die Wände sind nun verputzt und das Dach ist mit modernen Ziegeln gedeckt.[10]
- Überreste des Schlosses von Armand de Sillègue. Ein Schild bei den Mauerresten weist darauf hin, dass Armand de Sillègue an dieser Stelle gelebt haben soll. Unklar ist allerdings, ob er in dem ehemaligen Schloss von La Salle auch geboren wurde, im Haus Moliède in Athos-Aspis oder aber in Autevielle, wo sein Vater ebenfalls Lehnsherr war. Armand de Sillègue d’Athos d’Autevielle ist weniger für sein reales Leben berühmt denn als Vorlage für die fiktive Figur des „Athos“ in Alexandre Dumas’ Roman „Die drei Musketiere“. Die reale Person ist etwa um 1615 geboren und trat 1640 als Musketier in die Garde des französischen Königs ein. Im Gegensatz zur Romanfigur verstarb er bereits drei Jahre später.[11]

- Festes Haus Moliède. Unterhalb der Hochebene an der Mündung des Baches Arrioutèque in den Gave d’Oloron ragt ein Turm aus dem 18. Jahrhundert empor, ein Überrest des Festen Hauses Moliède. Anhand der Spuren von Schießscharten, Wehrerker und Konsolen lässt sich die Verteidigungsfunktion in unruhigen Zeiten der Vergangenheit ablesen. Die Namen der Eigentümer im 14. Jahrhundert sind durch die Volkszählungen bekannt. So zeugte Guirat, Lehnsherr von Moliède, im Jahre 1364 dem Vizegraf Gaston III. Fébus seinen Ehrenerweis und Treueschwur. Am Ende des 17. Jahrhunderts umfasste das Feste Haus einen Garten, Tiergehege, Schafstall, eine Wassermühle über dem Bach, einen Taubenschlag und eine Bootsfähre nach Abitain auf der gegenüberliegenden Seite des Gave d’Oloron.[12]

- Mühle von Arbus. Sie ist die ältere von zwei Mühlen im Besitz der Lehnsherren von Leü mit Bannrecht. Dies bedeutete, dass die Einwohner zwangsweise die Mühle gegen eine Abgabe zu nutzen hatten. Ein anderes Modell ergab sich im Zuge der Freilassungscharta von Espanhoo du Leü, die er Einwohnern von Oraàs gewährte. Die Freien mussten demnach zwei Tage im Jahr in der Mühle arbeiten und konnten dort ihr Korn ohne Abgaben mahlen. Die Mühle ist heute ein Wohngebäude.[13]

## Wirtschaft und Infrastruktur
Die Wirtschaft wird im Wesentlichen von der Landwirtschaft bestimmt. Athos-Aspis liegt in den Zonen AOC des Ossau-Iraty, ein traditionell hergestellter Schnittkäse aus Schafmilch, sowie der Schweinerasse und des Schinkens „Kintoa“.

### Verkehr
Athos-Aspis wird durchquert von den Routes départementales 27 und 537.